# Dagbladet

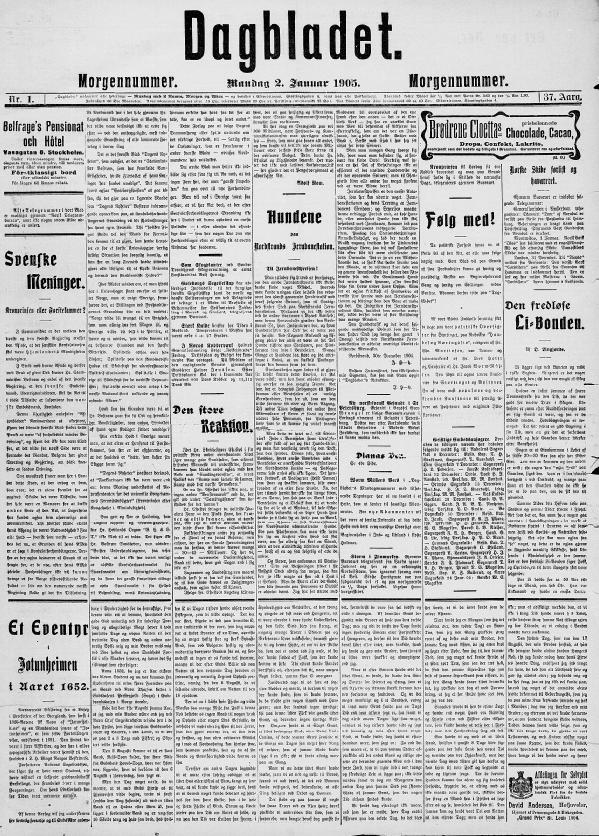
Dagbladet 2 januari 1905

Dagbladet is een landelijk dagblad in Noorwegen. De krant verschijnt sinds 1869. De hoofdredacteur is sinds 2010 John Arne Markussen, die Anne Aasheim opvolgde.
De krant verschijnt sinds 1983 op tabloidformaat en heeft een gemiddelde oplage van 183.092 (2004). De internet-versie van de krant is een van de meest bezochte websites in Noorwegen.
Dagbladet werd in 2002 bekritiseerd door de Noorse Raad voor de Journalistiek vanwege de wijze waarop de krant had gepubliceerd over Tore Tønne, een oud-minister van wie beweerd werd, dat deze betrokken was bij een financieel schandaal. Tønne pleegde kort daarop zelfmoord, die in verband werd gebracht met de overweldigende publiciteit. 